# Rocca Brancaleone
La Rocca Brancaleone fu costruita nel XV secolo dai veneziani e oggi ospita uno dei parchi di Ravenna.

## Storia

### Costruzione sotto il dominio veneziano

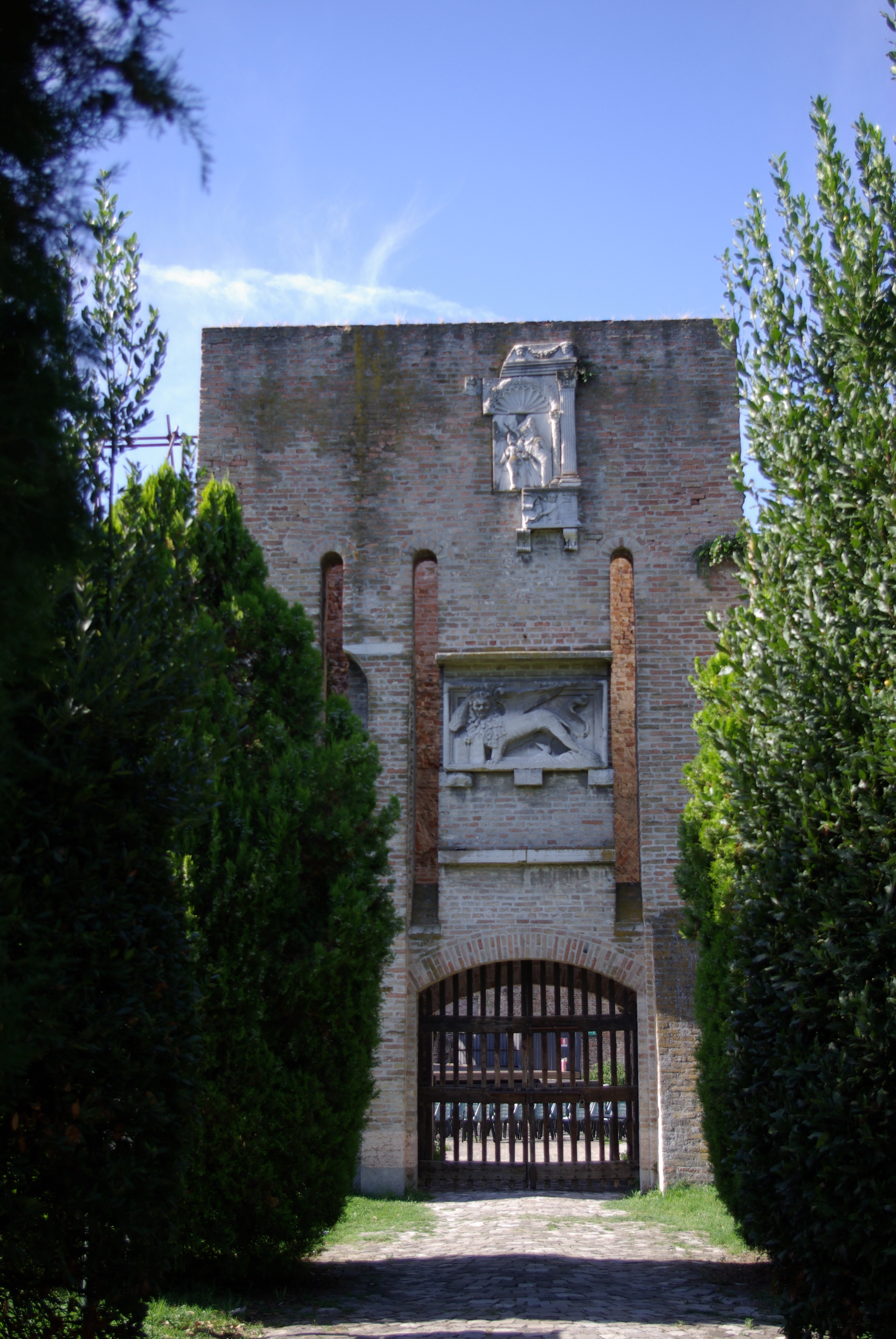
Torre della Cappella con il Leone di San Marco

Nel 1441, in seguito alla sconfitta di Ostasio III da Polenta, la Serenissima assunse il controllo di Ravenna. Tra i lavori predisposti per la città vi fu una particolare attenzione al rifacimento delle fortificazioni e delle mura. In quest'ottica il governo veneziano progettò la costruzione di una fortezza, scegliendone accuratamente la disposizione.
La costruzione aveva un duplice fine: non solo doveva proteggere la città sul lato nord-est, ma sarebbe potuta essere utile anche in caso di una ribellione civile. I lavori vennero sostenuti dal doge Francesco Foscari che nel 1456 ottenne l'approvazione da parte del Senato della Repubblica Veneta. Il progetto fu invece redatto da Giacomo Corner e Vitale Lando e messo in opera sotto la direzione di Giovanni Francesco da Massa. Il 25 maggio 1457 il podestà Pietro Zorzi interrò tre monete di rame sulle quali l'arcivescovo Bartolomeo Roverella pose la prima pietra, dando così inizio al cantiere. Molto del materiale utilizzato per la costruzione proveniva da altre costruzioni preesistenti come la chiesa di Sant'Andrea dei Goti, il palazzo Beldeduit dei Da Polenta e dalle mura di Cesarea. La rocca venne messa in esercizio durante la costruzione poiché già il 19 gennaio 1460 il doge Pasquale Malipiero scrisse al podestà di Ravenna affinché fornisse assistenza al castellano Marco di Riniero e alle prime truppe stanziate. Non vi è quindi una data esatta di fine dei lavori anche se l'ultimazione delle difese della cittadella avvenne entro il 1470.

### Significato del nome
L'origine del nome è incerta e nel tempo si sono accumulate opinioni differenti e contrastanti. Alcuni ritengono che Brancaleone fosse il cognome di una qualche famiglia patrizia di Venezia. Tuttavia questa tesi venne criticata dal Savini controbattendo che le prime fonti che parlano di un Brancaleone a Venezia sono successive al 1500. Egli invece credette più probabile il collegamento con Brancaleone d'Andalò, conte di Casalecchio. La tesi di Giuseppe Morini invece analizza l'etimologia del nome, scomponendolo in "branca" e "leone", e vedendo in questi termini un'allusione al leone di San Marco che domina sulla città. A conferma di questo significato si aggiunge l'altorilievo presente sopra la porta che divide rocca e cittadella che raffigura il tipico leone alato veneziano. Errata pare invece la tesi secondo cui il leone nella "branca", ovvero "preso nella zampa", sia quello ravennate presente sullo stemma comunale del 1937. Infatti i primi documenti che associano il leone a Ravenna sono del 1509 e l'animale, appunto, sarebbe successivo all'influenza veneziana.

### Conflitti militari
La fortezza subì due attacchi: nel 1509 contro le truppe dell'esercito pontificio di papa Giulio II e nel 1512 con la battaglia di Ravenna. Durante il primo scontro resistette un mese, prima di capitolare sotto il fuoco dei 32 cannoni del duca di Ferrara comandati dal duca di Urbino Francesco Maria della Rovere. Tuttavia dopo la battaglia mancarono le adeguate riparazioni cosicché tre anni dopo, contro le truppe francesi, la resa avvenne dopo solo 4 giorni di assedio.

### Sotto lo Stato Pontificio
Nel 1526 la fortezza rientrò nello studio sullo stato delle rocche di Romagna voluto da papa Clemente VII e messo in opera da Antonio da Sanagallo il Giovane e Michele Sanmicheli, che ne evidenziarono i danni accumulatisi. Tuttavia, con lo stabilizzarsi della situazione politica, la rocca perse la sua importanza strategica nella difesa fino al verificarsi di una progressiva spoliazione, incominciando dagli armamenti, distribuiti ad altri centri militari, fino alla struttura stessa, in particolare dal 1630.

### Uso civile dopo l'Unità d'Italia
Nel 1877 la famiglia Rava divenne proprietaria della rocca; per anni il terreno fu utilizzato come orto. Nel 1965 la rocca fu acquistata dal comune di Ravenna. Seguirono, tra il 1972 e il 1980, interventi di recupero sotto la direzione della Soprintendenza per i Beni Ambientali e Architettonici delle province di Ravenna, Ferrara e Forlì con un duplice obiettivo: da una parte recuperare l'immagine originale della fortezza, dall'altro destinarla ad un uso pubblico, attraverso la creazione di un parco e di un teatro all'aperto. Nel 1988 l'Ufficio tecnico comunale eseguì anche un progetto di sistemazione dell'arredo urbano circostante la fortezza, per rivalutare la zona e facilitarne l'accesso.
Come teatro all'aperto, la rocca divenne come sede di concerti, opere liriche e cinema estivo. Il monumento fu adattato alle esigenze degli spettacoli moderni su impulso di Mario Salvagiani, dinamico direttore dei teatri di Ravenna. Il primo importante concerto (di musica classica) si tenne il 30 luglio 1971. Il 14 luglio 1973 si tenne il primo concerto di musica jazz, l'anno seguente si tenne la prima edizione di «Ravenna Jazz», mentre nel 1975 debuttarono il balletto classico e la musica lirica.

Risale al 29 luglio 1977 l'inizio di una serie di eventi che contraddistingueranno l'estate musicale ravennate: la Stagione d'Opera e Balletto (primo titolo: Il trovatore con Vincenzo Bello, Katia Ricciarelli e Renato Bruson). Infine, il 1º luglio 1990 il maestro Riccardo Muti diresse il primo concerto del Ravenna Festival, manifestazione musicale di respiro internazionale. Si esibirono sul palco allestito all'interno della rocca cantanti di fama internazionale come Montserrat Caballé, Luciana Serra e José Carreras.

## Descrizione

### Posizione

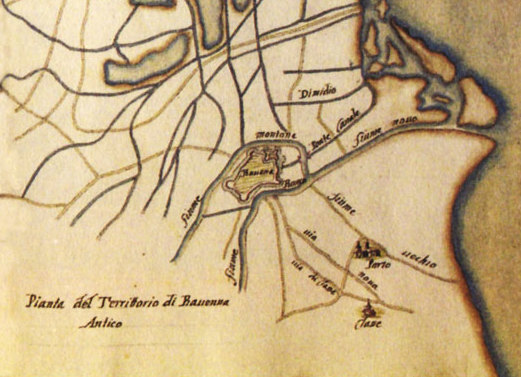
Pianta del 1605; è possibile notare la posizione che aveva all'epoca la rocca rispetto alle mura e ai fiumi

La rocca venne edificata nell'angolo nord-est delle mura di Ravenna, a ridosso del fiume Montone che all'epoca scorreva lungo tutto il lato nord della città. Nel XIX secolo, durante la costruzione della stazione ferroviaria di Ravenna buona parte delle mura cittadine del lato est vennero abbattute per fare posto ai binari che furono così posizionati adiacenti alla fortezza. Con la deviazione del fiume Montone, confluito nei fiumi Uniti nel XVIII secolo, anche il fronte nord della rocca subì un mutamento, diventando una strada cittadina. Inoltre, con i lavori di rivalutazione urbana eseguiti nell'ultima parte del XX secolo, la fortezza venne circondata da spazi verdi pedonali, da un parcheggio e da un piccolo parco.

### Architettura
La Rocca si divide in due parti: la rocca propriamente detta, dove risiedeva il castellano, e la cittadella, che ospitava invece le truppe di stanza. Sopra l'ingresso della rocca, nella cosiddetta Torre della Cappella, sono presenti due bassorilievi: uno raffigurante il Leone di san Marco (attribuito a Marino di Marco Cedrini) e l'altro una "Madonna col Bambino".
Gli elementi principali della fortificazione sono il Torrione della Scala, il Torrione dell'Olio, il Torrione della Munizione, il Torrione della Cittadella, il Torrione di Mezzo, il Torrione dell'Orto, il Torrione Rotto e la Torre Fiorentina (o Torre della Ghiacciaia).
L'area della cittadella è stata oggi attrezzata a parco per bambini, mentre la rocca ospita ogni anno un'arena estiva di proiezioni cinematografiche all'aperto nonché eventi musicali, come il festival «Ravenna Jazz».

## Flora
- Roverella
- Faggio
- Platano
- Tiglio
- Pioppo bianco
- Albero di Giuda
- Cipresso dell'Arizona
- Abete rosso
- Pino dell'Himalaia
- Pruno
- Ippocastano
- Catalpa
- Ginkgo
- Crespino
- Leccio
- Spaccasassi
- Cedro dell'Atlante
- Lauro nobile
- Ciliegio da fiore
- Acero montano
- Acero riccio
- Cedro dell'Himalaia
- Tasso comune
- Lagestroemia
- Ibisco
- Pioppo cipressino
- Albero della vita
- Betulla siberiana (Betula platyphylla)
- Magnolia
- Salice tortuoso
- Pino domestico
- Lauroceraso
- Agazzino
- Agrifoglio
- Forsizia
- Alaterno
- Farnia
- Acero americano
- Albizzia
- Acero campestre
- Olmo siberiano
- Acero dello zucchero
- Acero giapponese
- Liriodendro
- Robinia

## Eventi
- Rocca Cinema
- Ravenna Festival